# Campeonato Piauiense de Futebol de 1988
O Campeonato Piauiense de Futebol de 1988 foi o 48º campeonato de futebol do Piauí. A competição foi organizada pela Federação Piauiense de Desportos e o campeão foi o Flamengo.

## Premiação
| Campeonato Piauiense de Futebol de 1988 |
| --------------------------------------- |
| FLAMENGO Tricampeão (14º título)        |